# 두아 리파
두아 리파(Dua Lipa, 1995년 8월 22일~)는 잉글랜드의 싱어송라이터, 모델, 패션 디자이너, 배우다. BBC 사운드 오브 2016 명단에 노미네이트되었다. 싱글 "Be the One"이 영국 싱글 차트 9위까지 오르는 등 성과를 보여주었다. 2017년 6월 2일, 정규 데뷔 앨범 Dua Lipa를 발매했다. 데뷔 앨범 Dua Lipa의 여섯 번째 싱글인 "New Rules"의 뮤직비디오를 통해 전 세계적으로 이름을 알리게 된다. 이에 반응해 싱글은 영국 싱글 차트 1위, 빌보드 핫 100 11위까지 올랐다. 제61회 그래미상 시상식에서 올해의 신인상을 수상했다.
2020년 3월 27일, 정규 2집 앨범 Future Nostalgia를 발매해 평단의 호평을 받았다. 리드 싱글 "Don't Start Now"는 빌보드 핫 100 2위, UK 싱글 차트 2위까지 기록하였다. 앨범은 2021년 브릿 어워드 올해의 앨범상을 수상하고 제93회 그래미 어워드 올해의 앨범상 후보와 머큐리상 후보에 올랐다.

## 어린 시절
두아는 1995년 8월 22일 잉글랜드 런던에서 태어났다. 부모님은 1990년대에 코소보 프리슈티나를 떠나 잉글랜드로 이주한 알바니아인이다. 그녀의 가족은 이슬람교집안으로 두아 리파의 할머니는 보스니아계 혈통을 가지고 있다. 동생이 2명이 있는데 여동생은 1999년생이고, 남동생인 그진 리파는 2005년생이다. 2008년에 코소보로 가기 전까지 실비아 영 시어터 스쿨(Sylvia Young Theatre School)을 다녔다. 15살 때 가수가 되기 위해 런던으로 돌아왔다. 그 때 짧게나마 모델 활동도 했다.
두아는 록 가수인 아버지 두카진 리파(Dukagjin Lipa)의 노래를 들으며 성장했다. 14살 때부터 크리스티나 아길레라, 넬리 퍼타도 등 여러 가수의 노래를 커버한 동영상을 유튜브에 올리기 시작했다.

## 경력
2015년, 워너 브라더스 레코드에서 데뷔 앨범 작업을 시작했다. 2015년 8월, 첫 싱글 "New Love"를 발매했다. 2015년 10월, 2번째 싱글 "Be the One"을 발매했다. "Be the One"은 앨범 수록곡들 중 두아가 쓰지 않은 유일한 곡이었으나 수록곡들 중 가장 좋아하는 곡이어서 빠지지 않고 앨범에 그대로 실렸다. BBC 사운드 오브 2016 명단에 실렸다.
2016년 2월 18일, 세번째 싱글 "Last Dance"를 발매했다. 2016년 5월 6일, 싱글 "Hotter than Hell"이 발매됐다. 싱글은 전세계적인 히트를 했고, 영국에서는 차트 15위까지 올랐다. 2016년 8월 20일, 싱글 "Blow Your Mind (Mwah)"를 발매했다. "Blow Your Mind (Mwah)"는 빌보드 핫 100 차트에 진입한 두아의 첫 싱글이 되었다. 또한 빌보드 댄스 클럽송 차트 1위, 메인스트림 탑 40 차트 23위를 했으며, 영국에서는 30위까지 올랐다. 2016년 11월, 숀 폴의 싱글 "No Lie"의 피처링을 맡았다. 2016년 12월, 음악 잡지 "The Fader"는 두아에 대한 다큐멘터리 See in Blue를 제작했다. 2017년 1월, 마틴 개릭스와 함께 작업한 싱글 "Scared to Be Lonely"가 발매되었다.
2017년 6월 2일, 정규 데뷔 앨범 Dua Lipa 가 발매되었다. 2019년 10월, 싱글 "Don't Start Now"를 발매하며 정규 2집 활동을 시작했다.

## 사생활
두아 리파는 보스니아-알바니아계 영국인으로 무슬림이다. 그녀는 자신이 페미니스트라고 밝혔고 정치적으로 진보정당인 노동당을 지지하고 있다. 대표적인 진보성향의 가수로 영국의 진보정치인인 제레미 코빈을 지지하였고, 미국의 버니 샌더스를 응원하였다. 또한 축구팀 리버풀 FC의 팬으로 리버풀과 레알 마드리드와의 경기에서 리버풀을 응원하였다.

## 음반 목록

### 정규 앨범
- Dua Lipa (2017)
- Future Nostalgia (2020)
- Radical Optimism (2024)

## 영상 목록

### 영화
- 바비 (2023) - 인어 바비 역
- 아가일 (2024) - 라그랑주(러그란지) 역

### 텔레비전
- 새터데이 나이트 라이브 (2018, 2020, 2024)

## 수상 목록
- 2018년 브릿 어워드 영국 여성 아티스트·신인상 수상
- 2019년 그래미 어워드 올해의 신인상 수상
- 2019년 Mnet 엠넷 아시안 뮤직 어워즈 인터내셔널 페이보릿 아티스트상 수상
- 2021년 브릿 어워드 올해의 앨범·영국 여성 아티스트상 수상

## 같이 보기
- 유튜버 목록